# Myrmarachne formosana
Myrmarachne formosana este o specie de păianjeni din genul Myrmarachne, familia Salticidae. A fost descrisă pentru prima dată de Saito, 1933. Conform Catalogue of Life specia Myrmarachne formosana nu are subspecii cunoscute.